# Le Gicq
Le Gicq település Franciaországban, Charente-Maritime megyében. Lakosainak száma 119 fő (2022. január 1.). Le Gicq Cressé, Gibourne, Loiré-sur-Nie, Néré, Seigné és Les Touches-de-Périgny községekkel határos.

## Népesség
A település népességének változása:
| Lakosok száma | 159  | 118  | 102  | 113  | 136  | 140  | 125  | 118  | 117  | 119  |
|               | 1968 | 1982 | 1990 | 2006 | 2013 | 2015 | 2017 | 2019 | 2020 | 2022 |